# Jean Bailleul
Pour les articles homonymes, voir Bailleul.
Jean Bailleul, né à Bruxelles le 18 juillet 1876 et mort à Québec le 14 mars 1949, est un sculpteur français.

## Biographie
Jean Bailleul naît à Bruxelles en 1876.
Élève à l'École des beaux-arts à Paris, de Louis-Ernest Barrias, Jules-Félix Coutan et du Lillois Edgar Boutry, il débute dès 1901 au Salon des Artistes français.

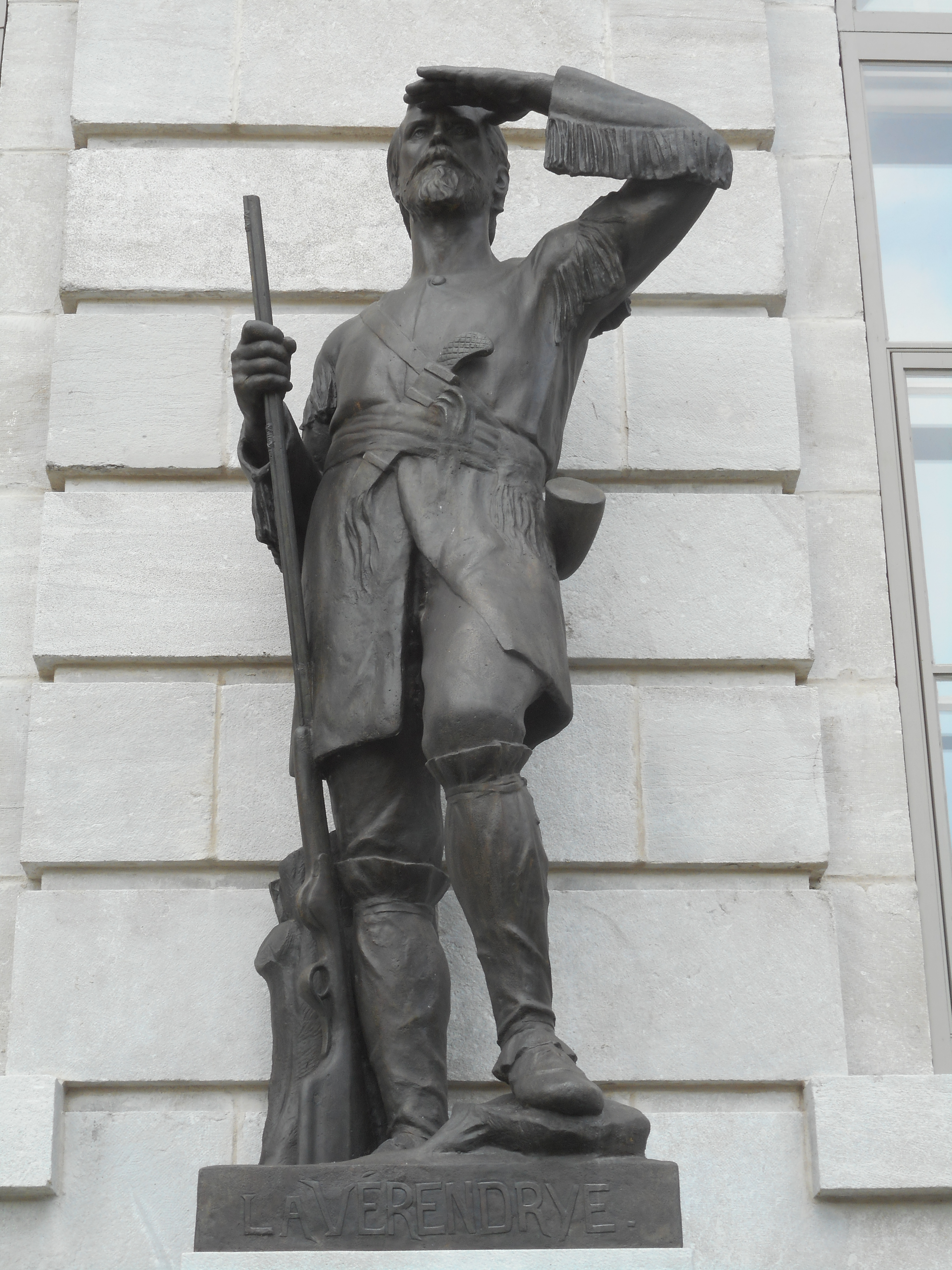
Pierre Gaultier de Varennes et de la Vérendrye (1685-1749), sculpture devant l'hôtel du Parlement de Québec, aile droite, série des découvreurs

Sociétaire (1903) perpétuel (1907) de la Société des artistes français, il obtient une mention honorable au Salon des Artistes français en 1907. 
En 1911, il se marie à Paris avec Émilie Ducruet, qui devient sculptrice sous le nom d'Aimée Bianchi. Le couple divorce en 1922.
Vers 1914, il devient professeur d'art à Québec mais à peine arrivé doit repartir pour servir lors de la Première Guerre mondiale. Il ne revient au Canada qu'en 1920 et fonde alors à Québec l’École des beaux-arts dont il devient le directeur en 1924. Il dirige l'établissement jusqu’en juin 1929.

## Références

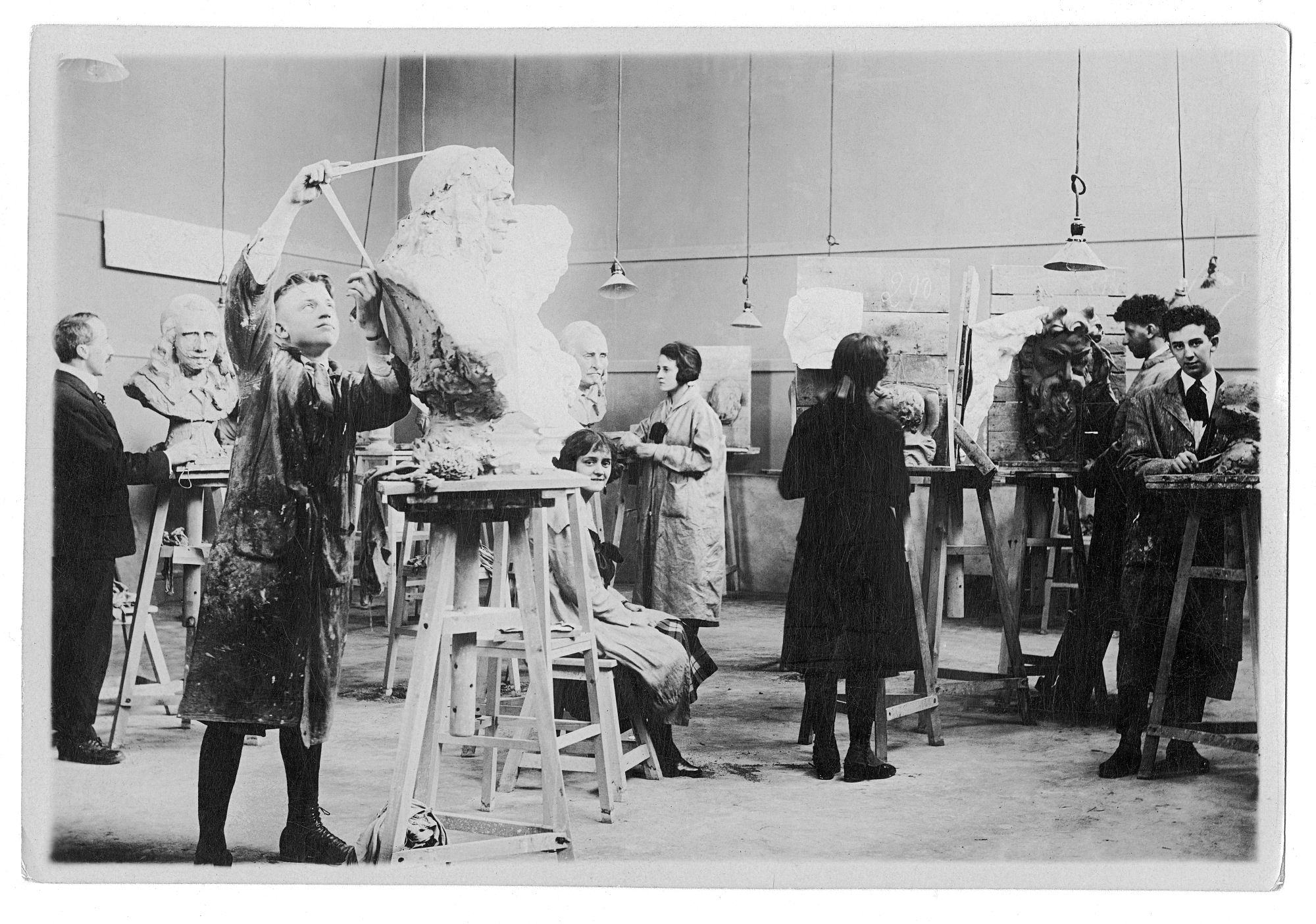
Pellan dans l’atelier de sculptures de Jean Bailleul à l’École des beaux-arts de Québec